# Liste der Biografien/Silk
Liste der Biografien |
Portal Biografien |
Personensuche
# |
A |
B |
C |
D |
E |
F |
G |
H |
I |
J |
K |
L |
M |
N |
O |
P |
Q |
R |
S |
T |
U |
V |
W |
X |
Y |
Z |
?
 
Sa |
Sb |
Sc |
Sd |
Se |
Sf |
Sg |
Sh |
Si |
Sj |
Sk |
Sl |
Sm |
Sn |
So |
Sp |
Sq |
Sr |
Ss |
St |
Su |
Sv |
Sw |
Sy |
Sz
 
Sia |
Sib |
Sic |
Sid |
Sie |
Sif |
Sig |
Sih |
Sii |
Sij |
Sik |
Sil |
Sim |
Sin |
Sio |
Sip |
Siq |
Sir |
Sis |
Sit |
Siu |
Siv |
Siw |
Six |
Siy |
Siz
 
Sila |
Silb |
Silc |
Sild |
Sile |
Silf |
Silg |
Silh |
Sili |
Silj |
Silk |
Sill |
Silm |
Siln |
Silo |
Silp |
Sils |
Silt |
Silu |
Silv |
Silw |
Silz
Die Liste der Biografien führt alle Personen auf, die in der deutschsprachigen Wikipedia einen Artikel haben. Dieses ist eine Teilliste mit 26 Einträgen von Personen, deren Namen mit den Buchstaben „Silk“ beginnt.

## Silk
- Silk, Alexandra (* 1963), US-amerikanische Pornodarstellerin und Regisseurin und Mitglied der AVN Hall of Fame
- Silk, Anna (* 1974), kanadische Schauspielerin
- Silk, Dave (* 1958), US-amerikanischer Eishockeyspieler und -trainer
- Silk, Dave (* 1965), US-amerikanischer Eisschnellläufer
- Silk, David (1936–2023), anglikanischer Bischof von Ballarat
- Silk, Edmund Taite (1901–1981), US-amerikanischer Klassischer Philologe
- Silk, Garnett (1966–1994), jamaikanischer Reggaesänger
- Silk, George (1916–2004), amerikanischer Kriegs- und Sportfotograf neuseeländischer Herkunft
- Silk, Joan B. (* 1953), US-amerikanische Anthropologin und Primatologin
- Silk, John (* 1956), marshallischer Politiker
- Silk, Joseph (* 1942), britisch-amerikanischer Astronom, Hochschullehrer
- Silk, Michael Stephen (* 1941), britischer Gräzist und Komparatist

### Silka
- Silka, Michael (1958–1984), US-amerikanischer Mörder

### Silke
- Silke (* 1974), spanische Filmschauspielerin
- Silkeit, Michael (* 1959), deutscher Politiker (CDU), MdL
- Silken, Fritz (1918–2013), deutscher Fußballspieler und -trainer
- Silkenbeumer, Rainer (* 1942), deutscher Politiker (SPD), MdL

### Silki
- Silkin, John (1923–1987), britischer Politiker, Unterhausabgeordneter
- Silkin, Lewis, 1. Baron Silkin (1889–1972), britischer Politiker (Labour Party)
- Silkin, Samuel, Baron Silkin of Dulwich (1918–1988), britischer Politiker und Generalstaatsanwalt, Life Peer

### Silkk
- Silkk the Shocker (* 1975), US-amerikanischer Rapper

### Silko
- Silko, König von Nobatial Nubien (um 450)
- Silko, Leslie Marmon (* 1948), indianisch-amerikanische Schriftstellerin

### Silkw
- Silkwood, Karen (1946–1974), US-amerikanische Menschenrechts-Aktivistin und SkandalaufdeckerinKaren Silkwood (1946–1974)

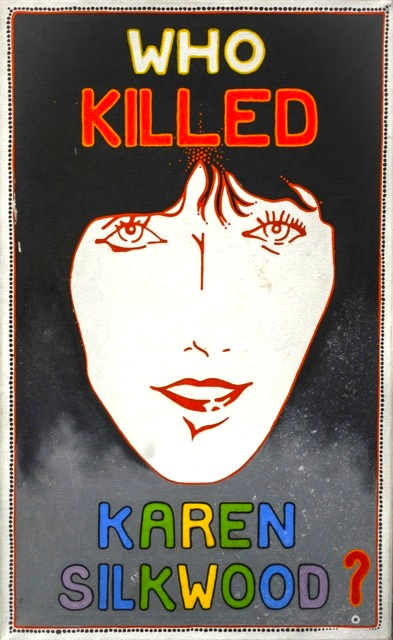
Karen Silkwood (1946–1974)

- Silkworth, William (1884–1971), US-amerikanischer Sportschütze
- Silkworth, William Duncan (1873–1951), Arzt und Spezialist im Bereich Alkoholismus in den USA